# CODE University of Applied Sciences
Die CODE University of Applied Sciences (auch: CODE; Code University) ist eine private, staatlich anerkannte Fachhochschule für digitale Produktentwicklung in Berlin.

## Geschichte
Die Hochschule wurde im Jahr 2017 von Thomas Bachem, Manuel Dolderer und Jonathan Rüth zusammen mit 24 Internetunternehmern und Start-up-Investoren gegründet und am 14. Juli 2017 von der Berliner Senatskanzlei – Wissenschaft und Forschung staatlich anerkannt.
Nach eigener Aussage ist die Gründung auf Bachems persönliche Studienerfahrung zurückzuführen, da ihm die bestehenden Informatik-Studiengänge als autodidaktischem Softwareentwickler bereits zu seiner Studienzeit zu theorielastig erschienen.

## Studium

### Studiengänge
Das Studienangebot umfasst drei englischsprachige und international ausgerichtete 6-semestrige Bachelor-Studiengänge:
- Software Engineering (B.Sc.)
- Digital Design & Innovation (B.A.)
- Management & Entrepreneurship (B.A.)

Die Studiengänge entsprechen den europaweit geltenden Bologna-Richtlinien und sind staatlich anerkannt.

### Didaktik
Die CODE verfolgt einen kompetenzorientierten, problembasierten und selbstgesteuerten Lernansatz. Dahinter stehen Konzepte wie Mastery Learning, Flipped Classroom und Peer Learning.
Dabei stellt sie neben den fachlichen Kompetenzen die Persönlichkeitsentwicklung und Reflexionsfähigkeit ihrer Studierenden in den Vordergrund und implementiert hierzu ein Mentoring-Konzept.
Die Studierenden bearbeiten selbständig von Studienbeginn an eigene Projekte in interdisziplinären Teams aus Softwareentwicklern, Interaktionsdesignern und Produktmanagern. Die Projekte werden in enger Kooperation mit Unternehmen und Organisationen konzipiert und umgesetzt.
Allen angebotenen Studiengängen liegt ein gemeinsames Kompetenzraster zugrunde. Zu Beginn des Studiums erhalten die Studierenden ein individuelles Kompetenzprofil auf Basis bereits vorhandener Kompetenzen, das sie dann im Studienverlauf individuell ausbauen können.
Im studiengangsübergreifenden Science, Technology & Society Program sollen sich die Studierenden mit Grundsatzfragen aus dem Spannungsfeld von Wissenschaft, technologischer Entwicklung und Gesellschaft auseinandersetzen.

### Auswahlverfahren
Alle Studienbewerber müssen ein mehrstufiges Auswahlverfahren durchlaufen. Dabei verzichtet die Hochschule auf klassische Faktoren wie Schulnoten oder Zeugnisse. Der vierstufige Bewerbungsprozess umfasst eine schriftliche Online-Bewerbung, ein Videointerview, eine Projektaufgabe („Challenge“) sowie die Teilnahme an einem Assessment Day. Für das Wintersemester 2017 wurden nach Angaben der Hochschule von 2.000 registrierten Bewerbern aus über 25 Ländern 88 ausgewählt.

### Studiengebühren
Die Hochschule finanziert sich über Studiengebühren. Diese können über ein sozialverträgliches, einkommensabhängiges Späterzahlmodell beglichen werden, welches jedem Studierenden zunächst ein kostenfreies Studium ermöglicht. Der sogenannte Umgekehrte Generationenvertrag (UGV) wird mithilfe der Chancen eG nach dem Vorbild der StudierendenGesellschaft der Universität Witten/Herdecke realisiert. Hierbei verpflichten sich die Studierenden, nach dem Studium einen prozentualen Anteil ihres Einkommens über mehrere Jahre an die Hochschule zurückzuzahlen. Nach Angaben der Hochschule machen über 80 % der Studierenden Gebrauch von diesem Modell.

## Förderer
Förderer der Hochschule sind Start-up-Unternehmer wie Stephan Schambach, Rolf Schrömgens (Trivago), Petra Becker (Dr. Becker Unternehmensgruppe), Florian Heinemann, Daniel Krauss (Flix), Frank Thelen, Robert Gentz (Zalando), Niklas Östberg (Delivery Hero), Benjamin Otto, Henrich Blase & Eckhard Juls (Check24), Ijad Madisch, Verena Pausder, Christian Vollmann, Heiko Hubertz (Bigpoint), Rafael Laguna de la Vera, Gabriele Pulvermüller (Host Europe), Klaas Kersting (Gameforge) oder Patrick Adenauer.

## Campus

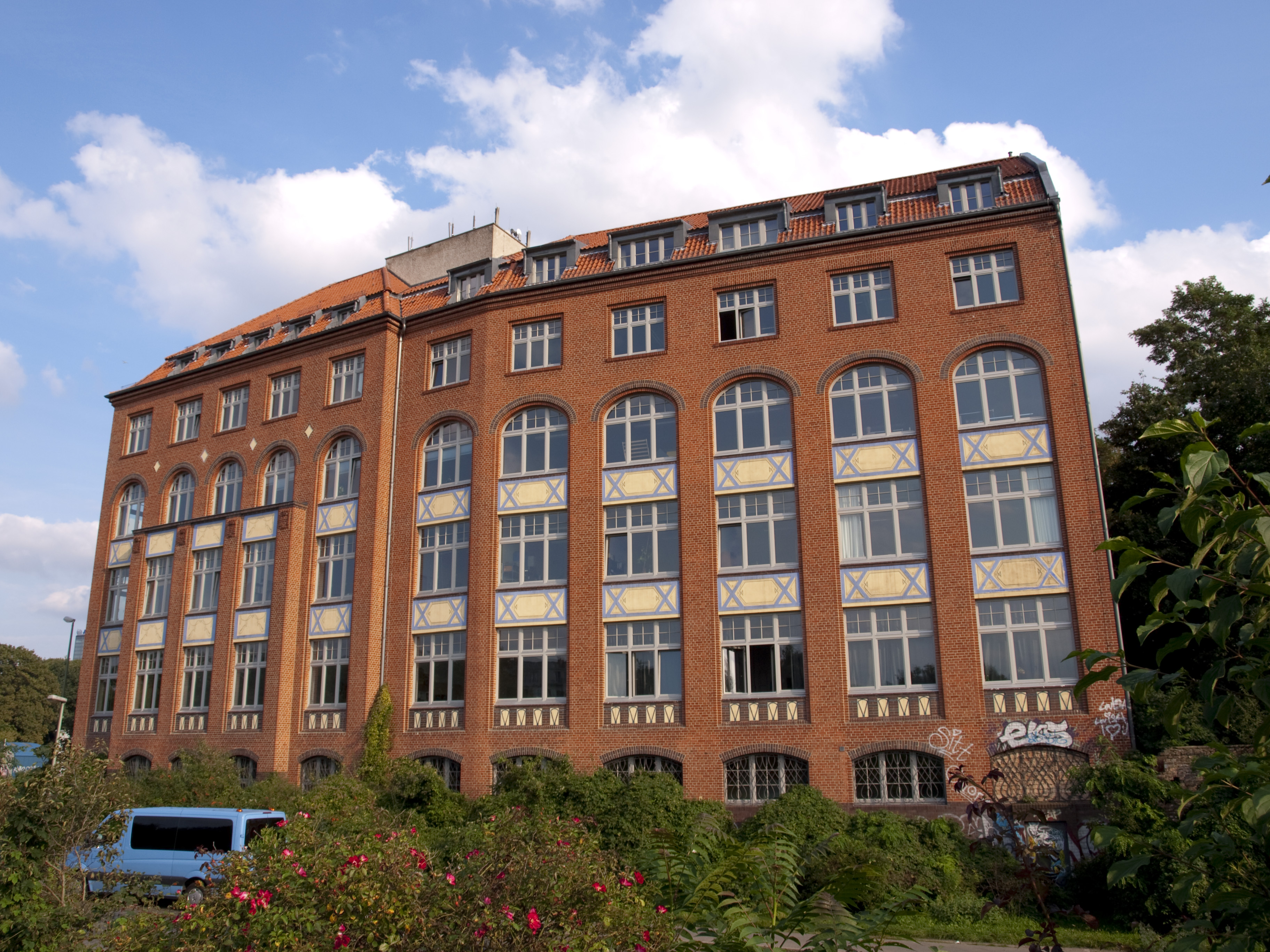
Erstes Gebäude der CODE University of Applied Sciences bis 2024

Seit Gründung bis Juli 2024 waren die Räumlichkeiten der Hochschule Teil des Start-up-Campus und Community Space der Factory Berlin am Standort in Alt-Treptow in der Lohmühlenstraße am Görlitzer Park.
Im August 2024 bezog die Hochschule ihren neuen Campus in der Donaustraße in Berlin-Neukölln, direkt gegenüber des Stadtbad Neukölln.

## Organisation

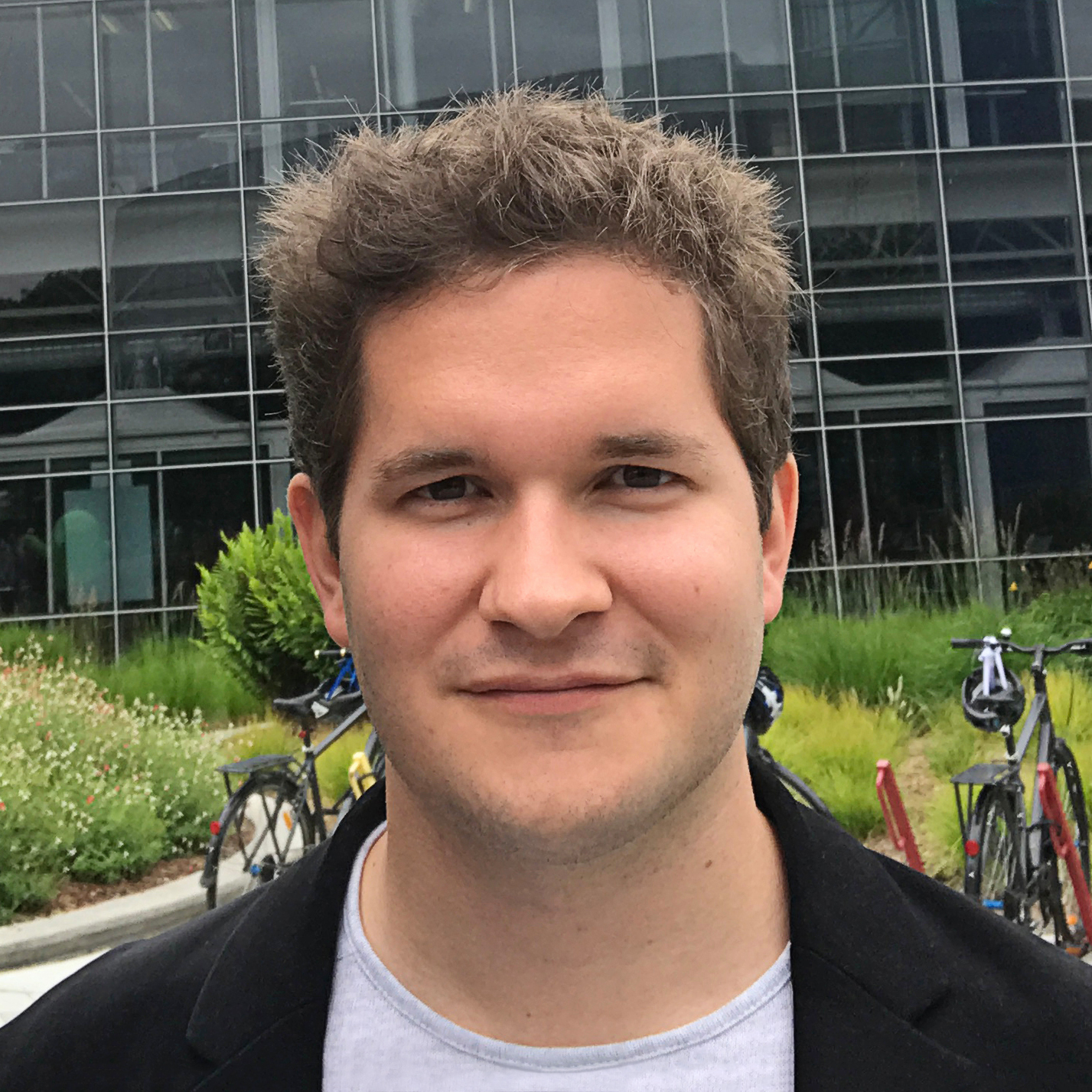
Mitgründer der Code University Thomas Bachem

Die Gründer der Hochschule haben die gemeinnützige Code+Design Initiative e. V. ins Leben gerufen und finanziert. Der Verein hat sich zum Ziel gesetzt, Jugendliche für digitale Technologien und Berufe zu begeistern sowie zu vernetzen. 
Darüber hinaus will die Initiative insbesondere den Anteil an Frauen in diesen Bereichen erhöhen. Dafür führt sie Feriencamps für Jugendliche in verschiedenen deutschen Städten durch und gibt in Zusammenarbeit mit der Klett Gruppe jährlich ein Magazin zur Studien- und Berufsorientierung in Informatik und Design heraus.
Die Hochschule setzt sich verstärkt für die Förderung junger Gründer ein und hat dazu die Initiative YEP gestartet, um jungen Gründern eine Plattform zum Netzwerken und zum Austauschen auf Events und im digitalen Raum zu bieten.
Die Hochschule ist Mitglied im Stifterverband für die Deutsche Wissenschaft, im Verband der Privaten Hochschulen, im Bundesverband Deutsche Startups, in der Gesellschaft für Informatik sowie im Studierendenwerk Berlin. Hochschulkanzler Bachem ist außerdem Mitglied im Senat der Deutschen Akademie der Technikwissenschaften.

## Auszeichnungen
Im Jahr 2019 wurde die Hochschule in den „Innovators Club“ des Stifterverbands für die Deutsche Wissenschaft aufgenommen, mit dem „Deutschen Exzellenz-Preis“ sowie als „Ausgezeichneter Ort im Land der Ideen“ ausgezeichnet.